# Assiminea brevicula
Assiminea brevicula is een slakkensoort uit de familie van de Assimineidae. De wetenschappelijke naam van de soort is voor het eerst geldig gepubliceerd in 1855 door Pfeiffer.